# Roberto Elvira
Roberto Elvira Estrany conosciuto semplicemente come Roberto (Barcellona, 9 maggio 1963) è un allenatore di calcio ed ex calciatore spagnolo, di ruolo attaccante.

## Carriera
Debutta in prima squadra con il Sabadell a 18 anni, in Segunda División spagnola, allenato da Manuel Polinario Muñoz. Impegnato con regolarità, segna 10 reti in campionato, realizzate nelle ultime 12 giornate.
Nella stagione successiva è ancora titolare in attacco, insieme a Antonio Zambrano Díaz e Hans Schönhöfer. Segna 9 gol in 38 partite, ma il suo contributo non basta ad evitare la retrocessione in Segunda B.
Roberto passa così al Real Zaragoza. Nella sua prima stagione in bianco-azzurro è principalmente impegnato con il Deportivo Aragón, squadra filiale del Saragozza che sta disputando la sua prima e unica stagione in Segunda División. È il miglior marcatore della squadra con 16 reti, ma ancora una volta la stagione si conclude con la retrocessione in Segunda B. Parallelamente, è impegnato anche in prima squadra: pur non esordendo in campionato, disputa 6 partite in Coppa della Liga (in cui gli aragonesi vengono eliminati in semifinale) e 4 in Coppa di Spagna, competizione che viene vinta dal Real Saragozza.
Nelle due stagioni successive, è aggregato definitivamente alla prima squadra. Il 31 agosto 1986 debutta in Primera División contro il Siviglia. Nella stagione 1986-1987 prende parte anche alla Coppa delle Coppe: il Real Saragozza arriva in semifinale dove è sconfitto dall'Ajax. Roberto gioca da titolare entrambe le sfide contro gli olandesi.
Nel 1988 passa all'Osasuna. Esordisce il 4 settembre in casa del Real Madrid. Successivamente, fa ritorno al Sabadell in Segunda División.
Nella stagione 1992-1993 milita nel Palamós, sempre in Segunda División.
Prosegue la carriera in Segunda División B, con le maglie di FC Andorra (squadra con sede nel Principato di Andorra ma iscritta al campionato spagnolo) e CE l'Hospitalet, fa il suo ritorno al Sabadell, con cui gioca per altre due stagioni prima di ritirarsi.
In totale, nelle sue tre esperienze nel club, colleziona più di 200 presenze con il Sabadell.

### Allenatore
Dopo aver lavorato al Terrassa e al Club Gimnàstic de Tarragona come allenatore in seconda di Josep María Nogués, Roberto guida il Sabadell dal 2002 al 2004, collezionando un settimo e un sedicesimo posto in Segunda División B.

## Palmarès

### Giocatore

#### Club

##### Competizioni nazionali
- Coppa di Spagna: 1

Real Saragozza: 1985-1986